# Курутія бліда

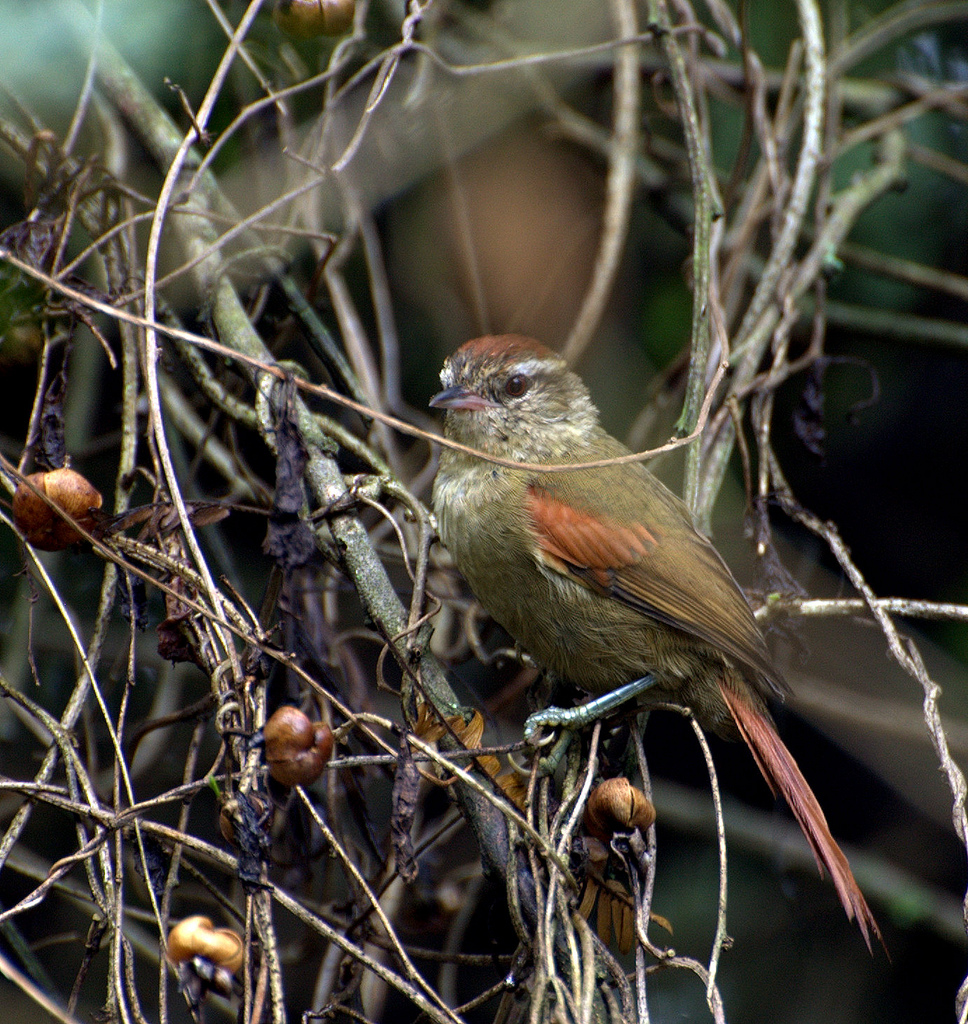
Бліда курутія

Куру́тія бліда (Cranioleuca pallida) — вид горобцеподібних птахів родини горнерових (Furnariidae). Ендемік Бразилії.

## Поширення і екологія
Бліді курутії поширені на південному сході Бразилії, від південного Гоясу, центрального Мінас-Жерайсу і південно-східної Баїї на південь до східної Парани. Вони живуть у вологих гірських і рівнинних атлантичних лісах. Зустрічаються на висоті від 700 до 2200 м над рівнем моря.